# Severer

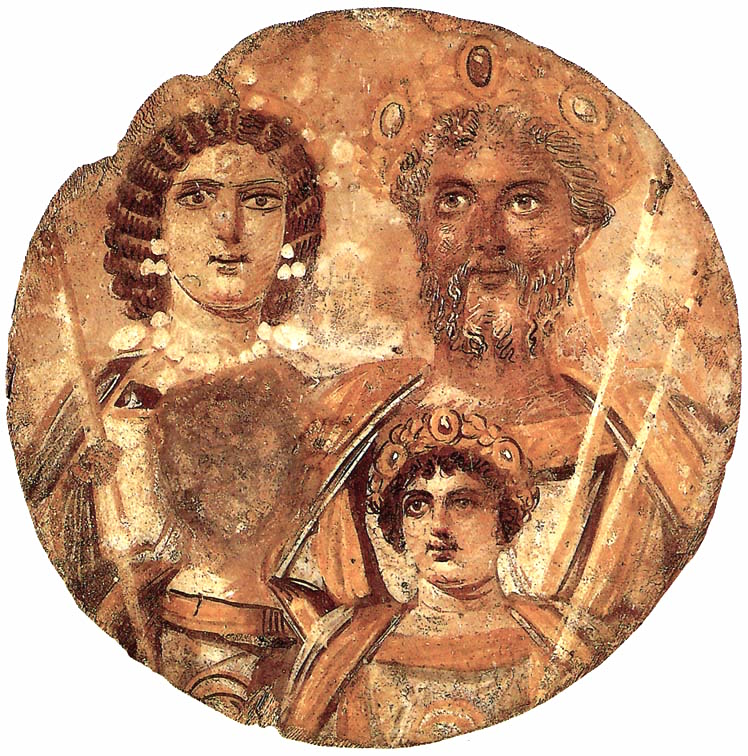
Septimius Severus mit seiner Frau und seinen noch kindlichen Söhnen auf einem zeitgenössischen Tondo, Antikensammlung Berlin. Getas Gesicht wurde nach seiner Ermordung getilgt.

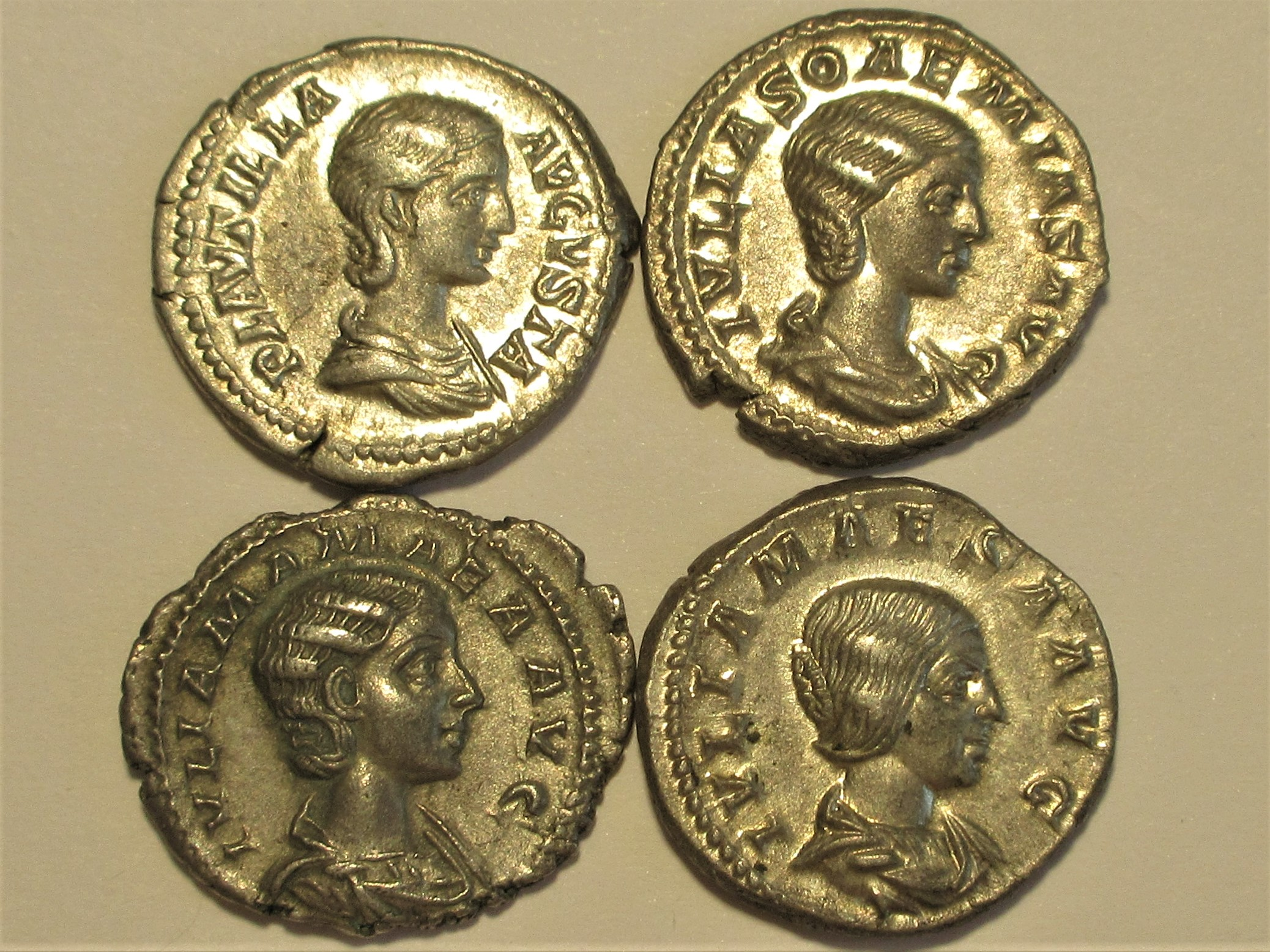
Augustae der Severerzeit auf Denaren: Fulvia Plautilla, Julia Soaemias, Julia Mamaea und Julia Maesa

Als Severer bezeichnet man die von Septimius Severus begründete, nach ihm benannte Dynastie von römischen Kaisern. Ihr gehörten fünf Kaiser an. Die severische Dynastie regierte von 193 bis 235, mit einer einjährigen Unterbrechung zwischen April 217 und Juni 218. Im Jahr 235 starb sie aus, als der letzte Severer ermordet wurde. Obwohl Septimius Severus durch militärische Gewalt an die Macht gekommen war, stellten sich die Severer als die legitimen Nachfolger der Adoptivkaiser des 2. Jahrhunderts dar und betonten die Kontinuität des Prinzipats. Der politische Einfluss der Armee wuchs unter den Severern erheblich, was den Boden für die anschließende Zeit der Soldatenkaiser bereitete.
Genau genommen waren nur die drei bis 217 herrschenden Kaiser – Septimius Severus (193–211) und seine beiden Söhne Caracalla (211–217) und Geta (211) – Severer. Nach Caracallas Tod im Jahr 217 gab es keine männlichen Nachkommen des Dynastiegründers mehr. Die beiden letzten Vertreter der Dynastie, Elagabal (218–222) und Severus Alexander (222–235), die nach einer Unterbrechung durch den dynastiefremden Macrinus (217–218) die severische Herrschaft fortführten, waren mit Septimius Severus nicht blutsverwandt, sondern Enkel seiner syrischen Schwägerin Julia Maesa. Daher werden sie auch als die „syrischen Kaiser“ bezeichnet. Sie gaben sich aber als Enkel des Dynastiegründers aus und begründeten mit dieser fingierten Abstammung ihren Herrschaftsanspruch. Da sie beide in jugendlichem Alter zur Kaiserwürde erhoben wurden und ihre Väter nicht mehr am Leben waren, kam ihren Müttern und ihrer Großmutter Julia Maesa eine Schlüsselrolle zu. Die auch nach außen ersichtliche Machtstellung der severischen Frauen, die in der späten Severerzeit faktisch das Reich regiert haben sollen, war für römische Verhältnisse beispiellos und stieß bei Geschichtsschreibern wie Cassius Dio oder Herodian auf Ablehnung.

## Stammtafel
|                         |                         |                         |                         |                         |                         |  |  |                           |                           |                           |                           | Julius Bassianus          |                           |  |  |             |             |             |             |             |             |  |  |                           |                           |                           |                           |                           |                           |  |  |  |  |  |  |  |  |  |  |  |  |  |  |  |  |  |  |  |  |  |  |  |  |
|                         |                         |                         |                         |                         |                         |  |  |                           |                           |                           |                           |                           |                           |  |  |             |             |             |             |             |             |  |  |                           |                           |                           |                           |                           |                           |  |  |  |  |  |  |  |  |  |  |  |  |  |  |  |  |  |  |  |  |  |  |  |  |
|                         |                         |                         |                         |                         |                         |  |  |                           |                           |                           |                           |                           |                           |  |  |             |             |             |             |             |             |  |  |                           |                           |                           |                           |                           |                           |  |  |  |  |  |  |  |  |  |  |  |  |  |  |  |  |  |  |  |  |  |  |  |  |
| Julius Avitus Alexianus | Julius Avitus Alexianus | Julius Avitus Alexianus | Julius Avitus Alexianus | Julius Avitus Alexianus | Julius Avitus Alexianus |  |  | Julia Maesa               | Julia Maesa               | Julia Maesa               | Julia Maesa               | Julia Maesa               | Julia Maesa               |  |  | Julia Domna | Julia Domna | Julia Domna | Julia Domna | Julia Domna | Julia Domna |  |  | Septimius Severus 193–211 | Septimius Severus 193–211 | Septimius Severus 193–211 | Septimius Severus 193–211 | Septimius Severus 193–211 | Septimius Severus 193–211 |  |  |  |  |  |  |  |  |  |  |  |  |  |  |  |  |  |  |  |  |  |  |  |  |
| Julius Avitus Alexianus | Julius Avitus Alexianus | Julius Avitus Alexianus | Julius Avitus Alexianus | Julius Avitus Alexianus | Julius Avitus Alexianus |  |  | Julia Maesa               | Julia Maesa               | Julia Maesa               | Julia Maesa               | Julia Maesa               | Julia Maesa               |  |  | Julia Domna | Julia Domna | Julia Domna | Julia Domna | Julia Domna | Julia Domna |  |  | Septimius Severus 193–211 | Septimius Severus 193–211 | Septimius Severus 193–211 | Septimius Severus 193–211 | Septimius Severus 193–211 | Septimius Severus 193–211 |  |  |  |  |  |  |  |  |  |  |  |  |  |  |  |  |  |  |  |  |  |  |  |  |
|                         |                         |                         |                         |                         |                         |  |  |                           |                           |                           |                           |                           |                           |  |  |             |             |             |             |             |             |  |  |                           |                           |                           |                           |                           |                           |  |  |  |  |  |  |  |  |  |  |  |  |  |  |  |  |  |  |  |  |  |  |  |  |
|                         |                         |                         |                         |                         |                         |  |  |                           |                           |                           |                           |                           |                           |  |  |             |             |             |             |             |             |  |  |                           |                           |                           |                           |                           |                           |  |  |  |  |  |  |  |  |  |  |  |  |  |  |  |  |  |  |  |  |  |  |  |  |
| Julia Soaemias          | Julia Soaemias          | Julia Soaemias          | Julia Soaemias          | Julia Soaemias          | Julia Soaemias          |  |  | Julia Mamaea              | Julia Mamaea              | Julia Mamaea              | Julia Mamaea              | Julia Mamaea              | Julia Mamaea              |  |  | Geta 211    | Geta 211    | Geta 211    | Geta 211    | Geta 211    | Geta 211    |  |  | Caracalla 211–217         | Caracalla 211–217         | Caracalla 211–217         | Caracalla 211–217         | Caracalla 211–217         | Caracalla 211–217         |  |  |  |  |  |  |  |  |  |  |  |  |  |  |  |  |  |  |  |  |  |  |  |  |
| Julia Soaemias          | Julia Soaemias          | Julia Soaemias          | Julia Soaemias          | Julia Soaemias          | Julia Soaemias          |  |  | Julia Mamaea              | Julia Mamaea              | Julia Mamaea              | Julia Mamaea              | Julia Mamaea              | Julia Mamaea              |  |  | Geta 211    | Geta 211    | Geta 211    | Geta 211    | Geta 211    | Geta 211    |  |  | Caracalla 211–217         | Caracalla 211–217         | Caracalla 211–217         | Caracalla 211–217         | Caracalla 211–217         | Caracalla 211–217         |  |  |  |  |  |  |  |  |  |  |  |  |  |  |  |  |  |  |  |  |  |  |  |  |
| Elagabal 218–222        | Elagabal 218–222        | Elagabal 218–222        | Elagabal 218–222        | Elagabal 218–222        | Elagabal 218–222        |  |  | Severus Alexander 222–235 | Severus Alexander 222–235 | Severus Alexander 222–235 | Severus Alexander 222–235 | Severus Alexander 222–235 | Severus Alexander 222–235 |  |  |             |             |             |             |             |             |  |  |                           |                           |                           |                           |                           |                           |  |  |  |  |  |  |  |  |  |  |  |  |  |  |  |  |  |  |  |  |  |  |  |  |

## Geschichte der Dynastie

### Die frühen Severer

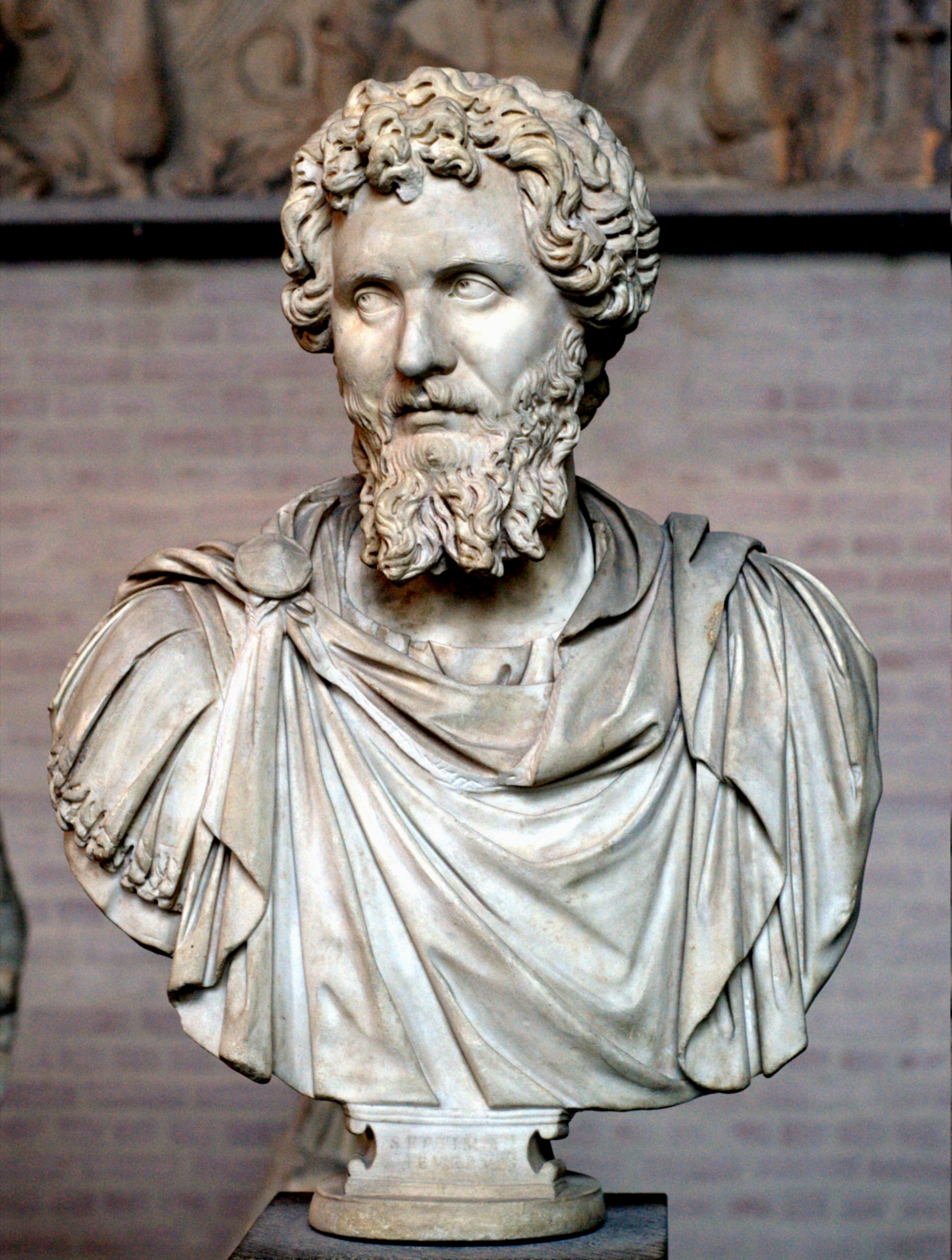
Büste des Septimius Severus, Glyptothek, München

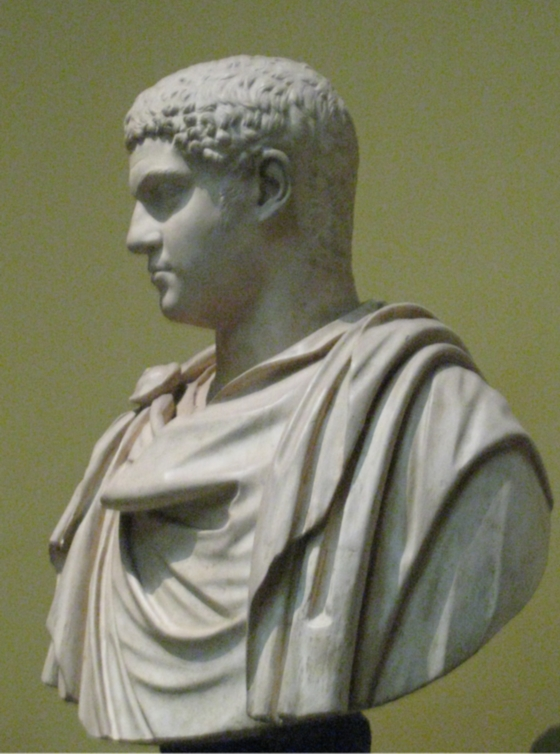
Geta-Büste, Puschkin-Museum, Moskau

Der Gründer der Dynastie, Septimius Severus, war ein Römer nordafrikanischer Herkunft. Sein Vater Publius Septimius Geta gehörte einer ritterlichen Familie der Großstadt Leptis Magna in Libyen an, die bereits in die Reichselite aufgestiegen war. Von Kaiser Mark Aurel wurde Septimius Severus in den Senatorenstand erhoben, worauf er eine senatorische Karriere durchlief und dabei auch militärische Kommandofunktionen in verschiedenen Provinzen übernahm, ohne allerdings Kriegserfolge vorweisen zu können. Durch seine Heirat mit der vornehmen Syrerin Julia Domna erlangte deren Herkunftsfamilie später große reichspolitische Bedeutung.
Mit der Ermordung des Kaisers Commodus am 31. Dezember 192 begann eine schwere Staatskrise, da es keine Nachfolgeregelung gab. Der neue Kaiser Pertinax wurde schon nach drei Monaten von meuternden Soldaten der Prätorianergarde erschlagen. Die Prätorianer sahen sich nun im Besitz der Macht und vergaben die Kaiserwürde nach ihrem Gutdünken. Sie verfügten aber nicht über die Autorität, ihrer Entscheidung für Didius Julianus Achtung zu verschaffen. Angesichts des dadurch entstandenen Machtvakuums machten die Grenzheere ihren Anspruch geltend, den Kaiser zu bestimmen. So kam es zu den Wirren des zweiten Vierkaiserjahrs. Die Heeresgruppe an der Donau erhob Septimius Severus, der damals Statthalter der Provinz Oberpannonien war, zum Kaiser. In Syrien ließ sich der dortige Statthalter Pescennius Niger zum Kaiser ausrufen. In der Provinz Britannien war deren Statthalter Clodius Albinus der Kandidat der dort stationierten Legionen. Albinus griff zunächst nicht nach der Kaiserwürde, sondern entschied sich für Severus, als sich dieser bereitfand, ihn als künftigen Nachfolger und Caesar zu akzeptieren.
Severus präsentierte sich als Rächer von Pertinax und brachte rasch Rom unter seine Kontrolle, wobei Didius Julianus den Tod fand. Anschließend unterlag Niger Severus in einem verlustreichen Bürgerkrieg, er wurde im Frühjahr 194 gefangen und getötet. Nach seinem Sieg gab Severus deutlich zu erkennen, dass nun sein Sohn Caracalla als Nachfolger vorgesehen war. Damit war die Vereinbarung mit Clodius Albinus hinfällig. Der ausgebootete Albinus griff zu den Waffen, worauf ein weiterer verlustreicher Bürgerkrieg begann, den Severus im Februar 197 wiederum für sich entscheiden konnte. Fortan regierte Severus unangefochten.
Severus war sich des Umstandes bewusst, dass seine Herrschaft nur auf der Loyalität seiner Legionen beruhte, deren Sold er massiv erhöhte. Der dadurch entstandene Finanzierungsbedarf steigerte die Steuerlast erheblich und schwächte damit insbesondere die Städte im Reich. Im Senat und in der hauptstädtischen Bevölkerung mangelte es dem Kaiser auch aus diesem Grund an Rückhalt, während die Sympathien für seine Widersacher groß waren. Zur Absicherung seiner Herrschaft ging er mit großer Härte gegen die Anhänger der unterlegenen Rivalen vor. Er konfiszierte ihre Vermögen und bestrafte eine Reihe von Städten – darunter die Großstadt Antiocheia – streng dafür, dass sie auf der Verliererseite gestanden hatten. Nach dem Sieg über Albinus ließ er zahlreiche Senatoren hinrichten.
Im Gegensatz zu seinen Vorgängern verschaffte sich Severus in Rom von Anfang an Gehorsam. Er trat als Rächer des ermordeten Kaisers Pertinax auf und beendete die chaotischen Verhältnisse, denen Pertinax zum Opfer gefallen war, indem er die bisherige disziplinlose Prätorianergarde auflöste und durch eine neue, ihm loyale Truppe ersetzte. Seither konnten nicht mehr nur Italiker, sondern Römer aus allen Reichsteilen in der Garde dienen. Zudem stationierte Severus erstmals eine Legion in Italien. Durch einen erfolgreichen Angriff auf das Partherreich, der zur Annexion Nordmesopotamiens führte, konnte er seine innenpolitische Stellung stabilisieren. Allerdings scheiterte er an der schwierigen Aufgabe, seine Nachfolge sinnvoll zu regeln; er war der zweite Kaiser, der zwei regierungsfähige Söhne hinterließ, und auf diesen Fall war das Prinzipat nicht eingerichtet.

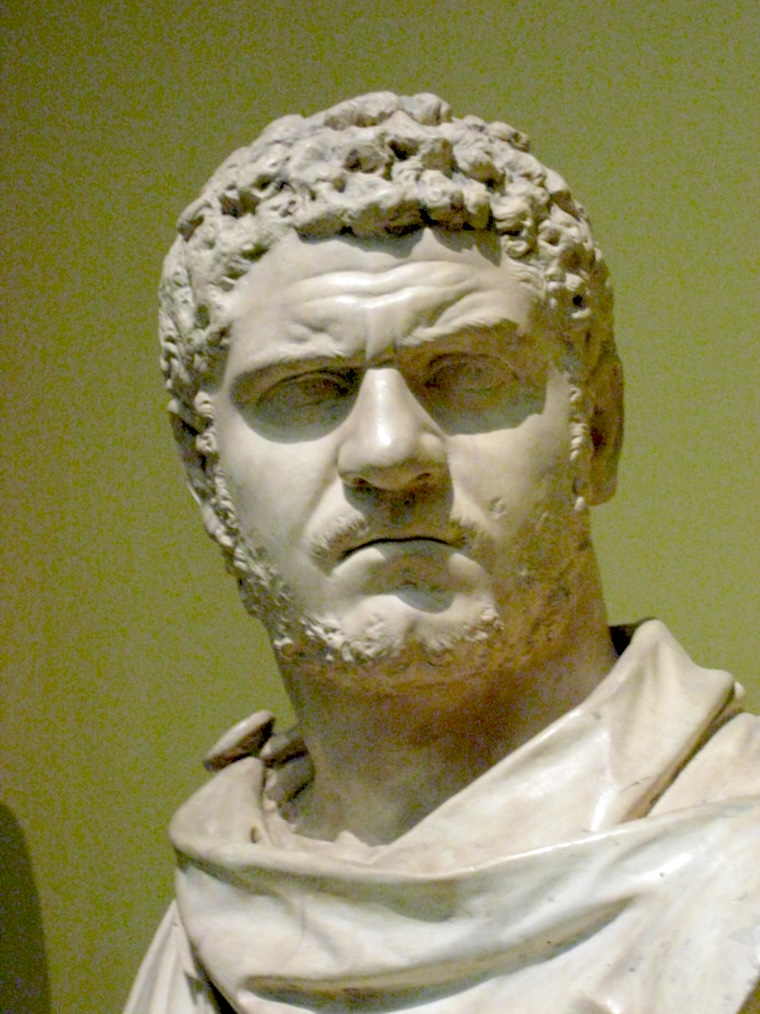
Caracalla-Büste, Puschkin-Museum, Moskau

Nach dem Tod des Septimius Severus im Februar 211 übernahmen seine Söhne Caracalla und Geta gemeinsam die Macht, ohne dass ihre jeweiligen Kompetenzen geregelt waren. Wegen der Rivalität und erbitterten Feindschaft zwischen ihnen trieb das Reich auf einen Bürgerkrieg zu. Diesen verhinderte nur der Umstand, dass es Caracalla nach elf Monaten gelang, seinen Bruder in eine Falle zu locken und ermorden zu lassen. Anschließend errichtete Caracalla, dessen Ansehen durch die Tat massiven Schaden erlitten hatte, ein Regime, das sich mehr denn je auf das Militär stützte und ihn der Oberschicht entfremdete. Das vom Terror erzeugte Klima der Angst und das vom Kaiser organisierte Spitzel- und Denunziantenwesen führten zu gesellschaftlicher Zerrüttung. Durch großangelegte Bauprojekte (Caracalla-Thermen) und die Verleihung des Bürgerrechts an fast alle freien Reichsbewohner (Constitutio Antoniniana) versuchte Caracalla, an Akzeptanz zu gewinnen; zudem bemühte er sich, seine Sieghaftigkeit zu demonstrieren. Schließlich aber wurde wohl die Furcht, die der Terror allenthalben geschürt hatte, dem Machthaber selbst zum Verhängnis. Als der Prätorianerpräfekt Macrinus Anlass zur Befürchtung hatte, dass der Kaiser ihm misstraute, soll er seiner drohenden Hinrichtung zuvorgekommen sein, indem er Caracalla am 8. April 217 ermorden ließ, als dieser gerade im Begriff war, in das Partherreich einzufallen.

### Unterbrechung der Severerherrschaft
Da Caracalla kinderlos war, fehlte nach seinem Tod ein dynastischer Erbe. Daher erhob das Heer nach einigem Zögern Macrinus, dessen Beteiligung an dem Mordanschlag zunächst verborgen blieb, zum Nachfolger seines Opfers. Beliebt war der sparsame Macrinus allerdings auch bei den von Caracalla verwöhnten Soldaten nicht, und seine Führungsschwäche schadete seiner Autorität schwer. Im Heer war die Loyalität zur severischen Dynastie ungebrochen. Diese Umstände nutzte Julia Maesa, die Schwester der bereits verstorbenen Frau des Septimius Severus, um ihrer eigenen Nachkommenschaft die Kaiserwürde zu verschaffen. Sie begann gegen Macrinus zu agitieren. Ihr Enkel, der vierzehnjährige Elagabal, wurde als unehelicher Sohn Caracallas ausgegeben. Damit konnte das dynastietreue Militär zum Aufstand gegen Macrinus bewogen werden. Im Juni 218 wurde Macrinus entscheidend geschlagen. Damit hatte sich der dynastische Gedanke der Severer durchgesetzt. So kam die mit Severus verschwägerte syrische Sippe, die sich als severisch ausgab, an die Macht.

### Die späten Severer

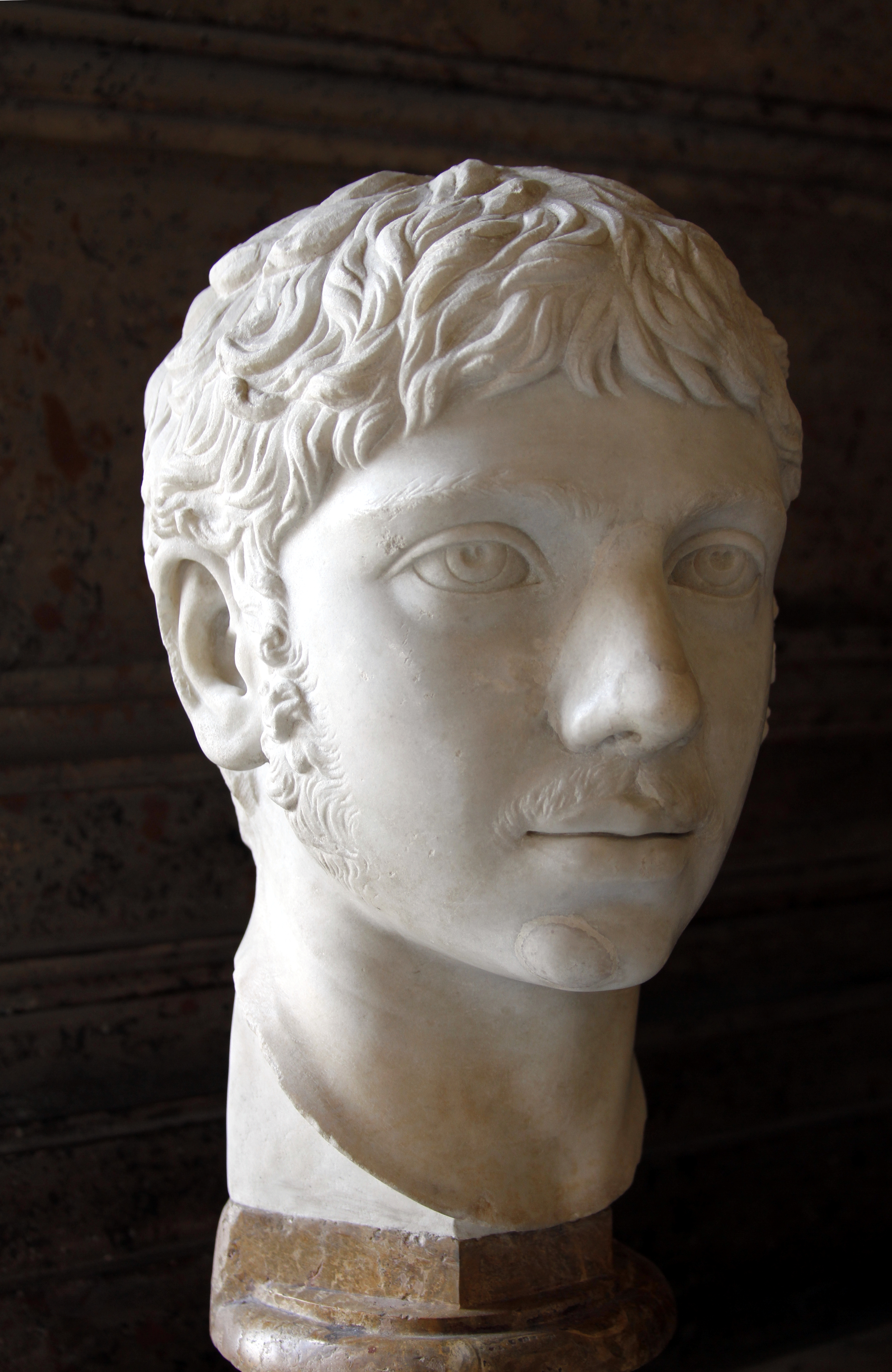
Büste Elagabals, Kapitolinische Museen, Rom

Wegen Elagabals Jugend und weil er sich mehr für Religion als für Politik und Verwaltung interessierte, fiel die Besorgung der Regierungsgeschäfte in erster Linie seiner Großmutter Maesa zu. Maesa konnte aber nicht verhindern, dass der sehr eigenwillige Elagabal bald mit seinen orientalischen Sitten Anstoß erregte und sich mit seiner Religionspolitik verhasst machte. Elagabal war Priester des in Emesa verehrten Sonnengottes Elagabal, nach dem er später benannt wurde. Auch als Kaiser trat er in erster Linie als Priester auf. Er versuchte, den Kult seiner Gottheit in Rom als neue Staatsreligion einzuführen und wollte der bisherigen römischen Religion eine untergeordnete Rolle zuweisen. Dies führte zu einem schweren Zerwürfnis mit der senatorischen Führungsschicht. Vergeblich empfahl Maesa ihrem Enkel Rücksichtnahme auf die Erwartungen der Römer und vor allem der Soldaten: Da die herrschende syrische Sippe in Rom keine eigene Machtbasis hatte, war sie völlig auf das Wohlwollen der dort stationierten Truppen angewiesen. Als deren Loyalität wegen Elagabals Verhalten fraglich wurde, musste Maesa ihren Enkel opfern. Angesichts der sich abzeichnenden Katastrophe begann sie zusammen mit ihrer jüngeren Tochter Julia Mamaea, deren jugendlichen Sohn Severus Alexander als Nachfolger seines Vetters Elagabal aufzubauen. Auch Alexander wurde als unehelicher Sohn Caracallas ausgegeben. Kulturell wurde er als römisch gesinnt und damit als Gegenpol des in orientalischem Stil auftretenden Kaisers präsentiert. Elagabal musste ihn adoptieren und zum Caesar erheben. Aus der Rivalität zwischen den beiden Vettern entwickelte sich ein Existenzkampf. Maesa und Mamaea sicherten sich die Unterstützung der Soldaten. Am 11. März 222 wurde Elagabal von meuternden Soldaten ermordet, und Alexander konnte unangefochten die Kaiserwürde übernehmen.
Es zeugt von Maesas taktischem Geschick, dass dieser heikle Machtwechsel glatt verlief, obwohl der neue Kaiser erst dreizehnjährig war, die Syrer diskreditiert waren und die Soldaten ohne Weiteres eine erwachsene Person ihrer eigenen Wahl hätten zum Kaiser ausrufen können. Ein weiteres Mal hatte sich die tief verwurzelte Loyalität zur severischen Dynastie und speziell zur angeblichen Nachkommenschaft Caracallas als entscheidender Faktor erwiesen.

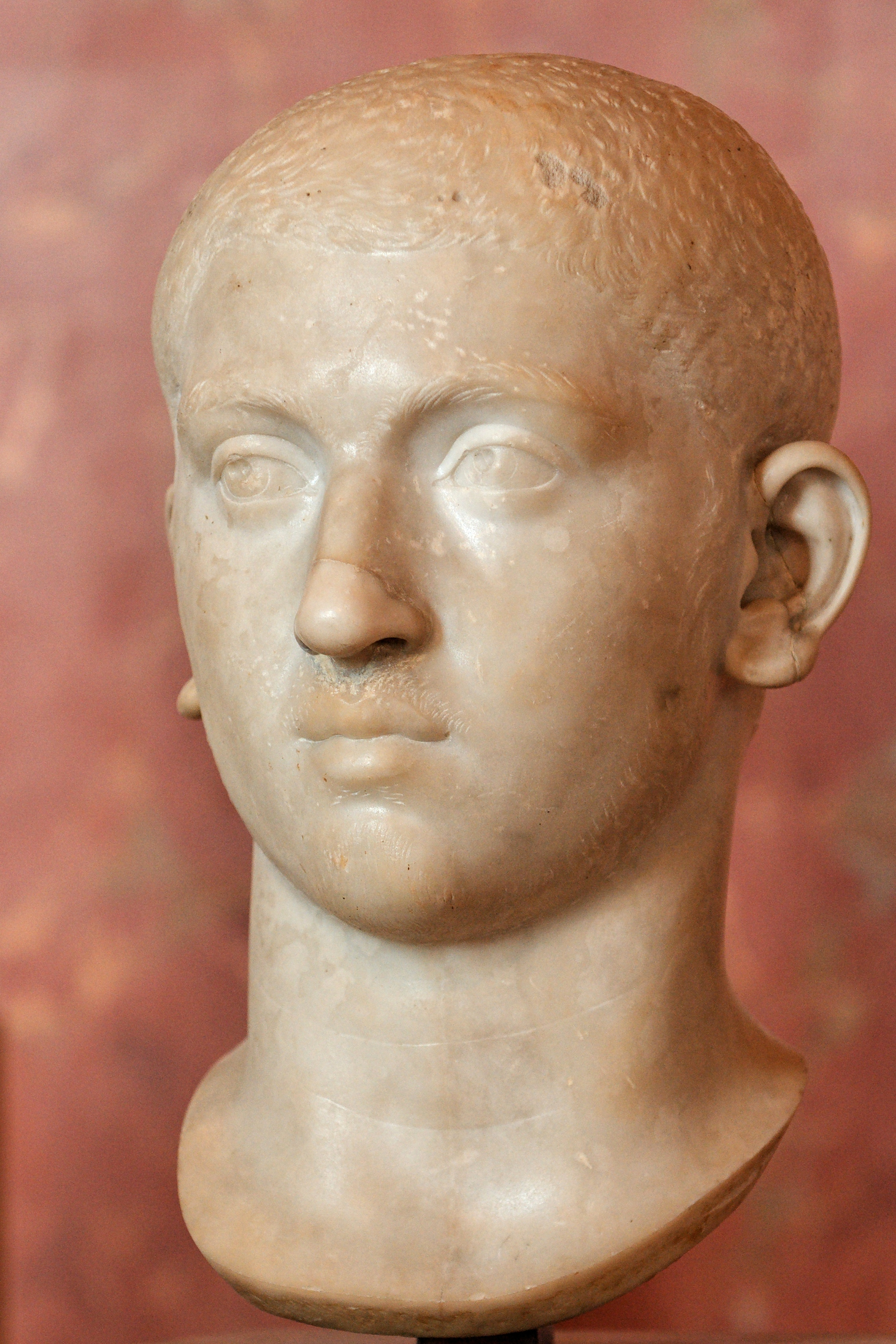
Büste des Severus Alexander, Louvre, Paris

Mit Alexanders Regierungsantritt war der Fortbestand der Dynastie vorerst gesichert. Als seine Großmutter Julia Maesa bald darauf – wohl um 224/225 – starb, fiel die ganze Macht seiner Mutter Julia Mamaea zu. Sie regierte fortan für ihren Sohn. Auch als er längst erwachsen war, gab sie das Heft nicht aus der Hand und machte auch nach außen kein Hehl aus ihrer maßgeblichen Rolle. Diese Art Regierung konnte aber nur in Friedenszeiten funktionieren. Im Krieg respektierte das Heer den unselbständigen Kaiser nicht, und seine Mutter hatte als Frau an der Front keine Autorität. Da Alexander keine Nachkommen hatte und die Nachfolge nicht geregelt war, war für tüchtige und beliebte Kommandeure die Versuchung zum Aufstand oder Staatsstreich groß.
Auf einem großen, verlustreichen Feldzug gegen das Sassanidenreich im Jahr 232 entstand im Heer Unmut. Für diesen Feldzug, der nicht den erhofften Erfolg brachte, waren die nördlichen Grenzen teilweise entblößt worden, was zu Angriffen von Germanen führte. Dies erbitterte die für den Feldzug in den Osten verlegten Soldaten, deren Angehörige im Norden ohne ausreichenden Schutz geblieben waren. Die Syrerin Julia Mamaea und ihr Sohn waren dem Verdacht einer Bevorzugung ihrer Heimatregion ausgesetzt. Außerdem galt Mamaea als knauserig. Als sich der Kaiser und seine Mutter zur Sicherung der Nordgrenze an den Rhein begaben, dann aber zögerten, die Germanen anzugreifen, kam es im Jahr 235 zu einer Meuterei. Die rebellischen Soldaten riefen den Offizier Maximinus Thrax zum Kaiser aus. Julia Mamaea und Alexander wurden getötet. Mit der Ausrottung der Kaiserfamilie durch die Meuterer endete die severische Dynastie. Es folgte die Epoche der „Soldatenkaiser“, deren erster Repräsentant Maximinus Thrax war. In ihr setzte sich die schon für die Severerzeit charakteristische Maßgeblichkeit militärischer Belange für die Staatsführung fort, während das unter der Severerherrschaft noch stark ausgeprägte dynastische Bewusstsein schwand.

## Die Legitimierung der Herrschaft
Septimius Severus verdankte die Herrschaft seinen Truppen, die ihn zum Kaiser erhoben. Nur dank seiner militärischen Erfolge konnte er sich durchsetzen und seinen Söhnen die Nachfolge sichern. Da er aber nicht als Usurpator gelten wollte, begründete er seinen Machtanspruch mit der Behauptung, er sei der Adoptivsohn des sehr angesehenen Kaisers Mark Aurel, der von 161 bis 180 regiert hatte. Mark Aurel gehörte zu den Adoptivkaisern, deren Epoche im Rückblick als Glanzzeit erschien. Konsequenterweise wurde daher auch die damnatio memoriae von Severus’ „Bruder“ Commodus wieder aufgehoben. Septimius Severus trat somit nicht als Gründer einer neuen Dynastie auf, sondern versuchte seiner Herrschaft mit der fingierten Adoption eine Legitimation zu verschaffen. Auf die Anknüpfung an das Adoptivkaisertum legten die Severer großen Wert. Daher trugen Caracalla und Elagabal offiziell den Namen Mark Aurels, Marcus Aurelius Antoninus. Auch Severus Alexander nannte sich Marcus Aurelius; auf den Namen Antoninus verzichtete er, da dieser durch seinen allgemein verhassten Vorgänger inzwischen diskreditiert war.
Die Selbstdarstellung der Dynastie lässt ein intensives Stabilitätsbedürfnis und ausgeprägtes Kontinuitätsdenken erkennen. Die fortdauernde Herrschaft der Kaiserfamilie sollte nicht nur Eintracht und Frieden im Reich garantieren, sondern wurde auch durch eine gesteigerte Sakralisierung religiös überhöht und damit zusätzlich legitimiert. Man nannte die Herrscherfamilie domus divina („das göttliche Haus“).

## Außenpolitik

### Konflikte an der Ostgrenze
Der Konflikt mit den Parthern und später den Sassaniden war in der Severerzeit die vordringliche Herausforderung der römischen Außenpolitik. Seit 166 übte Rom über Teile Nordmesopotamiens eine indirekte Herrschaft aus, was den Parthern ein Dorn im Auge war. Die parthischen Arsakiden hatten daher erst für Niger Partei ergriffen und dann die Schwächung des Reichs durch die im Zeitraum 193–197 tobenden römischen Bürgerkriege offenbar zu Attacken genutzt. Die Antwort des Septimius Severus war eine großangelegte Offensive, die er 197 im Anschluss an seinen Sieg über Albinus einleitete. Die Parther leisteten wenig Widerstand, sie zogen sich zurück, so dass die Römer Ktesiphon, die Hauptstadt des Arsakidenreichs, brandschatzen konnten. Erfolglos blieb allerdings der Versuch des Severus, auch die strategisch wichtige Stadt Hatra einzunehmen, deren Herrscher ebenso wie der Partherkönig Niger unterstützt hatte. Insgesamt war der Feldzug dennoch ein großer Erfolg. Sein Ergebnis war die Sicherung der römischen Herrschaft in Nordmesopotamien und ein großer Prestigegewinn für den Kaiser. Die Provinz Mesopotamia, die Severus neu einrichtete, blieb langfristig ein fester Bestandteil des Römischen Reichs. Bereits Zeitgenossen wie Cassius Dio (75,3,2f.) kritisierten allerdings, dass die Annexion Nordmesopotamiens das Imperium langfristig teuer zu stehen kam. Tatsächlich setzten die letzten Arsakiden und die frühen Sassaniden alles daran, die Römer wieder aus dem Gebiet zu vertreiben.
Caracalla setzte der von seinem Vater erreichten vorläufigen Befriedung im Osten ein Ende, als er 216 einen Angriffskrieg gegen die Arsakiden begann. Dabei stellte er sich nachdrücklich in die Tradition Alexanders des Großen, womit er die Absicht einer Vernichtung des Partherreichs signalisierte. Es blieb jedoch bei einem kleinen Vorstoß, denn schon im folgenden Jahr wurde Caracalla während der Vorbereitungen für eine größere Offensive ermordet. Seinem militärisch unerfahrenen Nachfolger Macrinus fiel die Aufgabe zu, die parthische Gegenoffensive abzuwehren. Dabei erlitt er eine schwere Niederlage und musste anschließend den Friedensschluss teuer erkaufen. Immerhin konnte er Gebietsverluste vermeiden, da der Partherkönig durch Wirren in seinem Reich abgelenkt wurde.
In die Regierungszeit des Severus Alexander fiel dann der Untergang des Arsakidenreichs, an dessen Stelle das von König Ardaschir I. gegründete Neupersische Reich der Sas(s)aniden trat. Die neue Dynastie versuchte ebenfalls, den Euphrat wieder zur Reichsgrenze zu machen. Nach der Konsolidierung seiner Herrschaft unternahm Ardaschir daher zu Beginn der dreißiger Jahre des 3. Jahrhunderts einen Angriff auf römisches Gebiet in Nordmesopotamien. Einen römischen Friedensvorschlag, den er vielleicht als Schwächezeiten deutete, lehnte er ab, so dass sich Alexander zu einem Perserfeldzug gezwungen sah. Das Ziel der römischen Offensive im Jahr 233 war wiederum die Einnahme der Hauptstadt Ktesiphon, doch erlitt eine der drei getrennt marschierenden Kolonnen des römischen Heeres beim Vormarsch so schwere Verluste, dass der Kaiser das Unternehmen abbrach, was zu weiteren hohen Verlusten beim Rückzug führte. Da auch die Perser durch die Kämpfe erheblich geschwächt waren, wurden die Kampfhandlungen eingestellt. Ein Friede kam zwar nicht zustande, doch trat an der Ostgrenze des Reichs eine kurzzeitige Beruhigung ein. Bis zum Ende der Severerzeit blieb die Lage dort stabil; Römer und Perser widmeten sich vorerst anderen Fronten. Unter anderem belagerten die Sassaniden nun ihrerseits jahrelang Hatra, das sich nun offenbar mit Rom verbündet hatte und erst 240 erobert wurde.

### Die nördlichen Grenzen
Weniger kritisch als im Osten war die Lage im Rhein- und Donauraum. Dort herrschte unter Septimius Severus weitgehend Ruhe. Erst unter Caracalla trat eine Situation ein, welche die Anwesenheit des Kaisers erforderte. Im Jahr 213 verlief ein kurzer Feldzug Caracallas gegen Germanen im Maingebiet zumindest teilweise erfolgreich. Er endete mit einer Friedensvereinbarung, die zwar von den Römern mit Zahlungen erkauft werden musste, aber für zwei Jahrzehnte stabile Verhältnisse herbeiführte. Eine deutliche Verschlechterung der Lage trat erst ein, als Alexander für seinen Perserkrieg größere Truppenverbände von der Rhein- und Donaugrenze abziehen musste. Diese Schwächung der Grenzsicherung nutzten Germanen 233/234 zu größeren Beutezügen, wobei sie auch Befestigungsanlagen zerstörten. Der Kaiser trat ihnen 235 entgegen, erstrebte aber eine Verhandlungslösung, die wahrscheinlich wieder zu einem erkauften Frieden geführt hätte. Bevor es zu einem Ergebnis kam, wurde Alexander gestürzt und ermordet.
In Britannien hatte Clodius Albinus, als er gegen Severus in den Krieg zog, die Nordgrenze entblößt. Damit bot er den dort lebenden Stämmen Gelegenheit, tief in die römische Provinz einzudringen und schwere Zerstörungen anzurichten. Nach dem Ende des Bürgerkriegs sorgten die Römer wieder für die Grenzsicherung. Im Jahr 208 begab sich Septimius Severus selbst nach Britannien, um einen großen Feldzug zu leiten, dessen ursprüngliches Ziel wohl eine Ausdehnung der römischen Herrschaft auf Gebiete nördlich des Hadrianswalls im heutigen Schottland war. Die Kämpfe zogen sich bis zum Tod des Kaisers hin. Caracalla und Geta, die seine Nachfolge antraten, verzichteten auf die territoriale Expansion und schlossen Frieden. In der Folgezeit blieb die Lage ruhig.

## Militärverwaltung, Finanzen und Wirtschaft
Ein Hauptmerkmal der Severerzeit war die zunehmende Bedeutung von Sicherheitsfragen und militärischen Erfordernissen. Aus der Priorität dieser Aspekte resultierten Sachzwänge, die gravierende Auswirkungen auf die Staatsfinanzen und damit auf die gesamte Regierungstätigkeit und auf die Wirtschaft hatten. Besonders eindrücklich zeigte sich der Vorrang der Sicherheitsbedürfnisse in der Finanzpolitik, in der die drastisch steigenden militärischen Personalkosten die Spielräume stark einengten. Die Soldaten wurden mit massiven Solderhöhungen und großzügigen Sonderzuwendungen auf Kosten der übrigen Bevölkerung privilegiert. Diese Politik, die Septimius Severus einleitete und Caracalla verstärkt fortsetzte, schien für den Fortbestand der Dynastie unumgänglich, erwies sich aber längerfristig als verhängnisvoll. Machtpolitisch war es kaum möglich, diese wirtschaftlich und fiskalpolitisch schädliche Entwicklung einzudämmen oder rückgängig zu machen. Das so entstandene Dilemma trug schließlich wesentlich zum Sturz des Severus Alexander und damit zum Untergang der Dynastie bei. Schlagwortartig zusammengefasst wird das Prinzip und die Problematik der Bevorzugung des Militärs in dem Rat, den Severus angeblich auf dem Totenbett seinen Söhnen gab: „Bleibt einträchtig, bereichert die Soldaten, kümmert euch nicht um alle anderen.“ Außerdem vergrößerte Severus den Gesamtumfang der Armee erheblich; er stellte drei neue Legionen auf. Eine von ihnen wurde in der Nähe von Rom stationiert. Dies bedeutete den Bruch mit dem seit Beginn der Kaiserzeit geltenden Grundsatz, Italien von Legionen freizuhalten. Weitere hohe Kosten verursachten die jährlichen Tribute, mit denen das Reich den Frieden von seinen äußeren Feinden erkaufte.
In der Severerzeit förderte die kaiserliche Personalpolitik die soziale Mobilität. Schon im 2. Jahrhundert hatte sich gezeigt, dass es nicht sinnvoll war, hohe Stellungen in der Armeeführung Senatoren anzuvertrauen, denen die nötige Professionalität fehlte. Daher wurden bereits in der späten Adoptivkaiserzeit die Karrieren erfahrener Truppenführer von relativ niedriger Herkunft begünstigt. Dieser Trend verstärkte sich unter den Severern. Sie sorgten für die Aufnahme bewährter Unteroffiziere in den Ritterstand oder stellten sie ehrenhalber den Rittern gleich und eröffneten ihnen damit den Zugang zu höheren militärischen Rängen und zivilen Ämtern. Fähige ritterliche Offiziere wurden in den Senatorenstand erhoben, so dass sie die traditionell Senatoren vorbehaltenen Führungspositionen übernehmen konnten. Außerdem drangen nun Ritter in Ämter der Verwaltung vor, die früher in der Regel nur von Senatoren bekleidet wurden. Insbesondere das Amt der Prätorianerpräfekten erhielt dabei zusätzliche Vollmachten und Aufgaben in Verwaltung und Rechtsprechung.
Generell nahm die Bedeutung der Standeszugehörigkeit ab, das Heer und insbesondere das Offizierskorps wurde professioneller. Die verbesserten Aufstiegschancen bildeten zusammen mit den finanziellen Anreizen ein Bündel von Maßnahmen, die den Soldatenberuf attraktiver machen sollten. Die soziale Zusammensetzung des Ritterstandes veränderte sich; die früher unter den Rittern dominierende wirtschaftlich aktive und erfolgreiche Bevölkerungsschicht trat gegenüber den sozial aufgestiegenen Berufssoldaten zurück.
Septimius Severus gewährte den Soldaten das ihnen bislang verweigerte Recht zu heiraten. Dadurch erhielten ihre Kinder, die bislang unehelich gewesen waren, gesetzliche Erbansprüche. Infolgedessen bildeten sich Soldatenfamilien aus, der Soldatenberuf wurde faktisch erblich. Die Bindung der Soldaten an ihre Standorte, aus deren Region sie oft stammten, verstärkte sich. Dazu trugen auch die Landzuweisungen, die sie erhielten, bei. Dies beeinträchtigte allerdings die Mobilität der Verbände. Bei den Soldaten, die nun zunehmend an ihren gewohnten Stationierungsorten verwurzelt waren, waren längere Einsätze in fernen Teilen des Reichs sehr unbeliebt.
Große Provinzen wurden aufgespalten, wodurch sich die Machtfülle der Provinzstatthalter verringerte. Dies verminderte die Gefahr von Aufständen. Die Provinzen Britannien und Syrien, wo Clodius Albinus und Pescennius Niger nach der Kaiserwürde gegriffen hatten, wurden in je zwei Teile zerlegt. Septimius Severus richtete Numidien, das bislang nominell zur Africa proconsularis gehört hatte, als eigenständige Provinz ein. Caracalla spaltete die große Provinz Hispania Tarraconensis in zwei Teile auf. Er verkleinerte auch die Provinz Oberpannonien, welche die Basis der Machtergreifung seines Vaters gewesen war. Fortan gab es keine Provinz mehr, in der mehr als zwei Legionen stationiert waren.
Die Folgen der stark gestiegenen militärischen Personalkosten waren Münzverschlechterung und Steuererhöhung. Caracalla verdoppelte die Abgabe auf die Freilassung von Sklaven und die Erbschaftssteuer von 5 auf 10 Prozent. Severus Alexander beteuerte seinen Wunsch, die Steuerlast zu reduzieren, was ihm aber angesichts der schwierigen Finanzlage nur begrenzt möglich sei. Für die Eintreibung der Abgaben waren die Dekurionen (Stadtratsmitglieder) der Provinzstädte verantwortlich, sie hafteten dafür persönlich. Eine wichtige Einnahmequelle war die Konfiskation des Vermögens von Anhängern politischer Gegner, die unter Septimius Severus in großem Stil betrieben wurde.
Eine Folge der Münzentwertung war, dass der Staat weniger dazu neigte, die Steuern in Form von Bargeld einzutreiben. Die Bedeutung der Naturalabgaben nahm zu.

## Gesetzgebung und Justizwesen
Ein Merkmal der Verwaltung und des Rechtswesens der Severerzeit war, dass die Provinzen gegenüber Rom und Italien an Gewicht gewannen. In der Gesetzgebung fand der Trend zur Vereinheitlichung des Reichs und zum Abbau herkömmlicher Vorrechte traditioneller Eliten seinen stärksten Ausdruck in Caracallas Constitutio Antoniniana, einer Verfügung, die fast allen freien Bewohnern des Reichs das römische Bürgerrecht gewährte. Damit wurde die endgültige und vollständige politische Gleichstellung der freien Einwohner vollzogen. Bezeichnenderweise hatte dieser Schritt auch einen fiskalpolitischen Hintergrund, denn das Bürgerrecht war mit bestimmten Steuerlasten verknüpft, die nun den Neubürgern aufgebürdet werden konnten. Bei den Zeitgenossen fand die juristisch einschneidende Maßnahme allerdings nur geringen Widerhall, wurde als ideologische Gleichschaltung wahrgenommen.
Septimius Severus war am Justizwesen sehr interessiert und verbrachte als Kaiser viel Zeit mit der Entscheidung von Rechtsfällen. Auch Caracalla widmete sich der kaiserlichen Aufgabe der Rechtsprechung.
Severus Alexander entfaltete eine intensive legislative Aktivität, vor allem zu Beginn seiner Regierungszeit, in den Jahren 223 und 224. Der Codex Iustinianus, eine Gesetzessammlung des 6. Jahrhunderts, enthält 427 Verordnungen (constitutiones), die nach heutigem Forschungsstand Alexander zuzuweisen sind. Sein Augenmerk galt besonders der Regelung der appellatio, der Berufung an den Kaiser nach einem gerichtlichen Verfahren. Er wollte verhindern, dass untere Instanzen durch Einschüchterung die Berufung an den Kaiser unterbanden. Damit versuchte er seine Kontrolle über den Justizapparat zu verbessern.
Die Epoche der Severer war eine Blütezeit der römischen juristischen Literatur. Die drei bedeutendsten Juristen der Severerzeit waren Papinian, Ulpian und Iulius Paulus. Alle drei waren Prätorianerpräfekten, also besonders herausragende kaiserliche Vertrauensleute. Ihre Werke wurden für die spätantike Kompilation des römischen Rechts maßgeblich; ein großer Teil der Digesten ist den Schriften der drei severischen Juristen entnommen. Berühmtheit erlangte Ulpians Formulierung der Dispensation des Kaisers von gesetzlichen Vorschriften: „Der Kaiser ist von den Gesetzen entbunden“ (Princeps legibus solutus est). Dieser Grundsatz, der in der Frühzeit des Prinzipats den Kaiser von einzelnen zivilrechtlichen Bestimmungen befreit hatte, wurde in der Severerzeit als allgemeines Prinzip betrachtet und gewann zunehmend öffentlichrechtliche Bedeutung. Septimius Severus und Caracalla pflegten sich auf ihn zu berufen, betonten aber auch, dass sie zwar von den Gesetzen befreit seien, aber dennoch nach ihnen lebten.

## Bautätigkeit

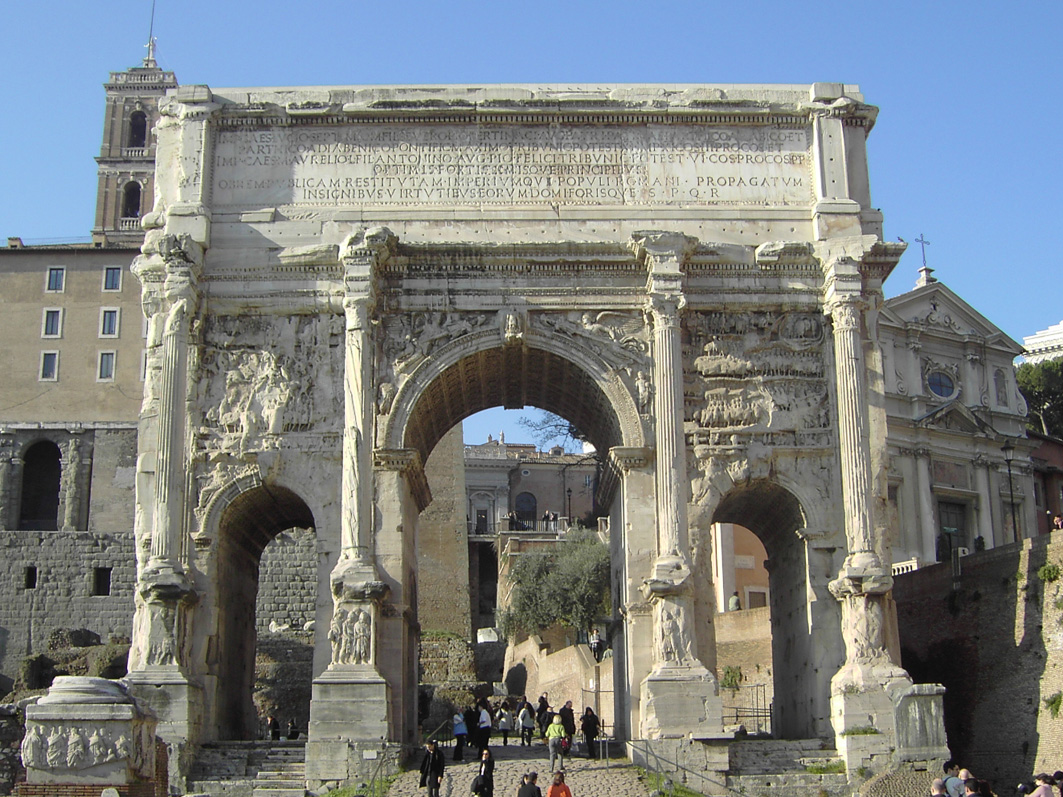
Der Septimius-Severus-Bogen

Die severischen Kaiser veranlassten in Rom eine rege Bautätigkeit. Nach einem Großbrand unter Kaiser Commodus im Jahr 192 wurden umfangreiche Renovierungsarbeiten am Forum Romanum erforderlich. Zur Verherrlichung der Siege des Septimius Severus im Osten wurde auf dem Forum ein Triumphbogen errichtet. Der Ehrung dieses Kaisers diente auch der Argentarierbogen, der auf private Initiative entstand. Auf dem Palatin ließ Septimius Severus das Septizodium (oder Septizonium) bauen, einen Prachtbau, dessen Funktion umstritten ist. Ein gewaltiges Bauprojekt Caracallas waren die Caracalla-Thermen, mit 337 mal 328 Metern damals die größte derartige Anlage in Rom. Kaiser Elagabal ließ auf dem Palatin auf einem Gelände von 160 mal 110 Metern einen großen, prachtvollen Elagabal-Tempel errichten. Weitere bedeutende Bauten der Severerzeit waren das Sessorium, ein Palastkomplex auf dem Esquilin, zu dem das Amphitheatrum Castrense und der östlich der Palastgebäude gelegene Circus Varianus gehörten. Unter Severus Alexander soll die kaiserliche Bautätigkeit rege gewesen sein, doch fehlt es für manche Angaben an zuverlässigen Belegen. Gut bezeugt ist Alexanders Erweiterung der Nerothermen, die thermae Alexandrinae. Ein Aquädukt, den er errichten ließ, die aqua Alexandrina, wurde nach ihm benannt.

## Rezeption in der Forschung
Im Vergleich mit der anschließenden Epoche der Soldatenkaiser, die man traditionell mit Niedergang zu assoziieren pflegt, macht die Severerzeit auf viele Historiker einen vorteilhafteren Eindruck. Der Wille der Severer zur dynastischen Kontinuität, der im Heer starke Resonanz fand, und ihre teils erfolgreichen Stabilisierungsbemühungen lassen ihre Zeit als Phase relativer Ruhe und Sicherheit erscheinen. Die traditionelle Periodisierung lässt die „Reichskrise des 3. Jahrhunderts“ mit dem Sturz des letzten Severers im Jahr 235 beginnen. Diese Konvention kann aber nicht darüber hinwegtäuschen, dass schon in der Severerzeit heftige Turbulenzen und wachsende Instabilität eingetreten waren, die zu einem erheblichen Teil von den Kaisern selbst verursacht oder durch deren Verhalten verschlimmert wurden. Nicht wenige Forscher setzen daher bereits mit 193 den Beginn einer Krisenphase an, die erst mit Diokletian ein Ende gefunden habe.

### Ethnische und kulturelle Aspekte
Die Einschätzungen der Severerzeit in der Forschung haben einen beträchtlichen Wandel durchgemacht, der wissenschaftsgeschichtlich aufschlussreich ist. Im 19. Jahrhundert und noch bis tief ins 20. Jahrhundert machte sich vor allem eine Lehrmeinung geltend, der zufolge die Herrschaft der Severer einen Triumph unrömischer Gesinnung über das Römertum darstellte. Man legte großes Gewicht auf die afrikanische und orientalische Abstammung der severischen Kaiser und ihrer weiblichen Angehörigen. Ebenso wie die Politik der Severer erklärte man auch ihren Charakter und ihr Privatleben unter dem Gesichtspunkt ihrer ethnischen Herkunft oder gar unter rassischem Aspekt. Als grausam oder barbarisch beurteilte Maßnahmen des Septimius Severus wurden auf sein afrikanisches Naturell zurückgeführt. Gängig war das Schlagwort von der späten Rache Karthagos an Rom, die in der Herrschaft des Septimius Severus bestanden habe. Mit seiner Machtübernahme habe sich das Puniertum des Römischen Reichs bemächtigt und damit gleichsam die Niederlagen Karthagos in den Punischen Kriegen wettgemacht. Auch bei der Beurteilung des Kaisertums der späten Severerzeit standen die unrömischen Aspekte im Vordergrund. Die als syrisch oder allgemein orientalisch eingestuften Züge wurden eindringlich hervorgehoben. Hierzu zählte man neben der exzentrischen Religionspolitik und den überlieferten sexuellen Ausschweifungen Elagabals vor allem den beispiellosen Einfluss der Frauen am Hof. All dies – zusammen mit Caracallas Terror – ergab ein Bild der Dekadenz, des politischen, moralischen und gesellschaftlichen Niedergangs. Dabei machten sich klischeehafte Vorstellungen über typisch orientalische Eigenschaften bemerkbar. Dem orientalischen Einfluss wurde eine zersetzende Rolle zugeschrieben. So äußerte Karl Bihlmeyer 1916, von Caracallas Regierungszeit an habe „der Orientalismus“ alle Schranken und Dämme durchbrochen und mit Elagabals Machtübernahme sei „der Triumph des syrischen Orients über das Abendland vollkommen“ gewesen. Noch 1973 urteilte Hermann Bengtson, Elagabal sei „ein typischer Orientale“ gewesen. Da sowohl die nordafrikanischen Punier als auch die Syrer Semiten waren, wurden die Severer auch als typische Repräsentanten der semitischen Rasse eingestuft.
Die neuere Forschung hat sich von diesen früher gängigen pauschalen Urteilen und Spekulationen emanzipiert. Sie bemüht sich auch um eine unbefangene Würdigung der Rolle und der Leistungen der weiblichen Angehörigen der Kaiserfamilie. So schrieb Karl Christ 1988, die Dynastie sei nicht infolge eines unzulänglichen Einsatzes der Frauen, sondern aufgrund der fehlenden Eignung ihrer männlichen Angehörigen untergegangen. Dem Schlagwort von der Orientalisierung wird nur eine sehr begrenzte Berechtigung zugebilligt. In diesem Sinne äußerte sich etwa Erich Kettenhofen in einer 1979 publizierten Untersuchung. Er betonte die Kontinuität der Entwicklung des kaiserzeitlichen Herrscherbegriffs und stellte fest, ein „Einbruch orientalischer Herrschaftsbegriffe und Kultformen“ unter dem Einfluss der syrischen Frauen sei „nur schwer nachweisbar“. Bruno Bleckmann wies 2002 darauf hin, dass „in den romanisierten syrischen Eliten die Geschlechterverhältnisse kaum matriarchalischer als im übrigen Reich waren“. Brian Campbell stellte 2005 fest, es gebe keinen Anlass zur Annahme, dass die Maßnahmen des Septimius Severus Ausdruck einer unrömischen Gesinnung oder einer Voreingenommenheit zugunsten seiner afrikanischen Heimat gewesen seien. Eine Reihe von Forschern war schon früher zum Ergebnis gelangt, eine ungewöhnliche Bevorzugung von Afrikanern sei nicht festzustellen und die Betrauung vieler Afrikaner mit wichtigen Aufgaben widerspiegele das wirtschaftliche und politische Gewicht der afrikanischen Provinzen.

### Die Einschätzung der Militärpolitik
Unterschiedlich bewertet wird die severische Heerespolitik, die schon in der zeitgenössischen Geschichtsschreibung heftiger Kritik ausgesetzt war. Der Vorwurf Herodians, die Soldaten seien verwöhnt worden und die Disziplin sei durch Milderung der herkömmlichen harten Lebensweise und Förderung der Geldgier untergraben worden, hat bei manchen modernen Historikern Zustimmung gefunden. So schrieb Alfred von Domaszewski in seinem erstmals 1908 veröffentlichten Standardwerk über die Heeresorganisation, Septimius Severus habe die Disziplin noch bewahren können, doch unter seinen Nachfolgern habe sein System völlig versagt. Das „einst so stolze Heer, aus dem jede Zucht entwichen war“ sei „der Schrecken des eigenen Landes und der Spott der Feinde“ geworden. Von Domaszewski, dessen Urteil stark nachwirkte, nahm eine Barbarisierung des Heeres und Zerstörung der militärischen Traditionen an. Ernst Kornemann meinte 1939, die „übertriebene Militarisierung“ habe „die Barbarisierung des Staates“ bedeutet; Septimius Severus habe „die Axt an die Wurzeln des augusteischen Prinzipats gelegt“. Alfred Heuß stellte 1960 fest, infolge der severischen Heerespolitik sei das alte Leistungsniveau nicht mehr zu halten gewesen. Die Aufhebung des Eheverbots für Soldaten habe den scharfen Unterschied von soldatischer und bürgerlicher Lebensweise verwischt. Die „klassische römische Disziplin, auf der die Erfolge des römischen Militärs beruht hatten“, sei ab der Zeit des Septimius Severus zunehmend abhandengekommen.
In der neueren Forschung wird hingegen auf die Zweckmäßigkeit der severischen Armeereformen und der von ihnen geförderten Professionalisierung hingewiesen. Die severische Umgestaltung des Heerwesens wird als konsequente Fortsetzung eines schon früher eingeschlagenen Weges zur Steigerung der Effizienz und Anpassung an die Erfordernisse der Zeit gewertet. Die den Soldaten gewährte Heiratserlaubnis erscheint als sinnvoller und längst überfälliger Schritt. Die fiskalisch problematische Solderhöhung wird auch unter dem Gesichtspunkt eines möglicherweise erforderlichen Inflationsausgleichs und der dringenden Notwendigkeit, neue Rekruten anzuwerben, gesehen. Die Führung des Heeres habe kein Privileg von teils dilettantischen Senatoren bleiben können, sondern erfahrenen Berufsoffizieren anvertraut werden müssen. Den aus senatorischer Perspektive urteilenden Geschichtsschreibern habe das Verständnis für solche militärische Erfordernisse gefehlt. Die Hypothese einer systematischen Bevorzugung von Provinzialrömern gegenüber den Italikern bei der Besetzung von Offiziersstellen ist als unzutreffend erwiesen worden.

### Die persönliche Rolle der Kaiser
Verbreitet ist vor allem in der älteren Forschung die Auffassung, dass der Dynastiegründer eine solide Grundlage gelegt habe und der Untergang der Severer auf die mangelnde Kompetenz seiner Nachfolger zurückzuführen sei. Septimius Severus wird weitaus günstiger beurteilt als die übrigen Severer. Ein dezidierter Vertreter dieser Sichtweise war schon Theodor Mommsen, der 1883 Septimius Severus sogar als „vielleicht den tüchtigsten aller Kaiser“ bezeichnete: „Der Bau des Severus blieb zunächst aufrecht, trotz der Mißregierung seines Nachfolgers.“ Dieser Meinung war auch Alfred Heuß, der 1960 urteilte, Septimius Severus sei „ein großer Herrscher gewesen, der sich auf das Prestige seiner Persönlichkeit verlassen konnte“; er habe das dynastische Prinzip methodisch ausgebaut und damit Erfolg gehabt. Dies beweise die Regierung seiner Nachfolger, „welche bei deren persönlicher Kläglichkeit allein hierauf beruhte“. Schließlich habe die Unfähigkeit der Nachfolger „das Prinzip, auf das sich die Familie der Severer berufen hatte, ad absurdum geführt“. Karl Christ schrieb 1988, die Dynastie sei „letzten Endes nicht von außen beseitigt worden, sondern an sich selbst zugrundegegangen“.